# Gerardo II de Métis
Gerardo II de Métis foi um nobre francês dos século X. Era filho de Godofredo de Jülich e sua esposa Ermentruda. Em data incerta se casou com uma nobre de nome incerto com a qual gerou Ricardo. Sucedeu Adalberto I, filho de Matifredo, como conde de Métis em 944, porém é imprecisa sua relação com o antecessor. Nalgumas reconstruções genealógicas ele e seu filho são desconsiderados e os futuros Gerardo III (r. 	986–1022) e Adalberto II (r. 1022–1033) são tidos como netos de Matifredo, o filho de Adalberto, através dum indivíduo de nome desconhecido. Seja como for, foi conde até 963, quando foi sucedido por seu filho Ricardo.